# Мирный (Калмыкия)
Мирный — посёлок в Октябрьском районе Калмыкии, административный центр Мирненского сельского муниципального образования.
Население - 463 (2021)

## История
Основан в период коллективизации как ферма № 1 овцесовхоза № 2 Ики-Манланского сельского совета Сарпинского, с 1938 года - Малодербетовского улуса Калмыцкой АССР.
28 декабря 1943 года калмыцкое население было депортировано, посёлок, как и другие населённые пункты Малодербетовского улуса Калмыцкой АССР, был передан Сталинградской области.
Калмыцкое население стало возвращаться после отмены ограничений по передвижению в 1956 году. Посёлок возвращён вновь образованной Калмыцкой автономной области в 1957 году. Посёлок являлся фермой №1 совхоза «Большой Царын» Малодербетовского района Калмыцкой АССР.
В 1977 году в связи с образованием Октябрьского района, посёлок Мирный стал административным центром совхоза «Большой Царын» Октябрьского района. В 1979 году был образован Мирненский сельский Совет народных депутатов.

## Физико-географическая характеристика
Посёлок расположен в пределах Волго-Сарпинской равнины, являющейся частью Сарпинской низменности, которая в свою очередь является северо-западной частью Прикаспийской низменности), на высоте около 10 метров над уровнем моря. Рельеф местности равнинный, осложнён бугорками, западинами и другими формами микро- и мезорельефа. В восточной части посёлка имеется пруд, пополняемой водой, подаваемой по одному из каналов Сарпинской оросительно-обводнительной системы. Почвенный покров комплексный: распространены солонцы (автоморфные) и бурые солонцеватые почвы
По автомобильной дороге расстояние до столицы Калмыкии города Элиста составляет 260 км, до районного центра посёлка Большой Царын - 12 км.
Климат
Климат умеренный резко континентальный (согласно классификации климатов Кёппена  — Bsk), с жарким и засушливым летом и относительно холодной и малоснежной зимой. Среднегодовая температура воздуха положительная и составляет + 9,0 °C. Средняя температура самого холодного месяца января - 7,0 °C, самого жаркого месяца июля + 24,9 °C. Расчётная многолетняя норма осадков — 308 мм. В течение года количество выпадающих осадков распределено относительно равномерно: наименьшее количество осадков выпадает марте-апреле (по 19 мм), наибольшее — в июне (33 мм)
Часовой пояс
Мирный, как и вся Республика Калмыкия, находится в часовой зоне МСК (московское время). Смещение применяемого времени относительно UTC составляет +3:00.

## Население
| 2002 | 2010 | 2011 | 2012 | 2013 | 2014 | 2015 |
| ---- | ---- | ---- | ---- | ---- | ---- | ---- |
| 587  | ↘552 | ↗557 | ↘539 | ↘537 | ↘524 | ↘507 |
| 2016 | 2017 | 2018 | 2019 | 2020 | 2021 |      |
| ↘502 | ↗508 | ↘500 | ↘492 | ↗497 | ↘463 |      |

Национальный состав
Согласно результатам переписи 2002 года большинство населения посёлка составляли калмыки (79 %)

## Экономика
Селообразующим предприятием является СПК «Мирный».

## Социальная сфера
В посёлке действуют средняя школа, дом культуры, сельская библиотека, ФАП